# パントマイム (イギリス)

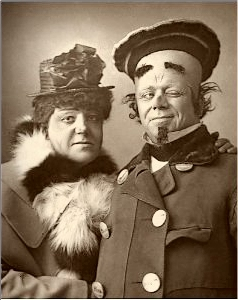
1888年のパントマイム俳優

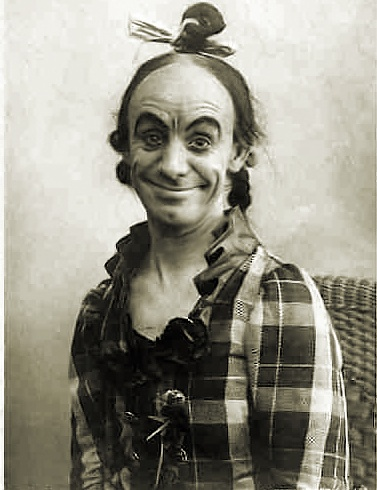
パント・ダームの例。1901年

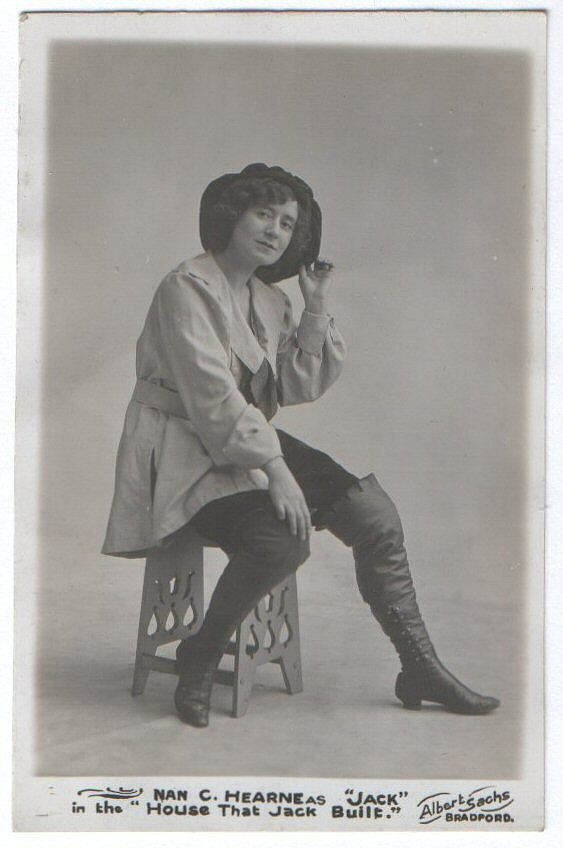
少年役の女性。1900-1920年

イギリスにおけるパントマイム（pantomime）は、流行歌やダンス、ジョークなどが盛り込まれた大衆的な笑劇のことで、家族で楽しむ芝居としてクリスマスシーズンを中心に演じられる（クリスマス・パントマイム）。出し物は『シンデレラ』や『アラジン』など、有名なおとぎ話を元にしたものが多く、伝統的には男装した少女と女装した男性が主役を演じる。出演者と観客が一緒に歌ったり、掛け合いをしたりもする。いわゆる無言劇のパントマイムは、イギリスではマイム(mime)と呼ばれている。

## 歴史
その起源は、16世紀のコンメディア・デッラルテ（イタリアで生まれた旅回りの芝居でコミカルな仮面喜劇を即興で演じる）に遡る。これがフランスやスペインにも広がり、やがてイギリスにも伝わって人気を集めた。
18世紀に入るとイギリスでは、この喜劇に必ず登場する主役のひとり、アルレッキーノの英語名ハーレクインから「ハーレクィネード」と呼ばれるイギリス化した滑稽芝居が、劇場の本公演であるオペラやバレエの古典作品の上演後に演じられるようになった。このころ、イギリスではバレエのことをバレエ・ハントマイムと呼んでいた。当時ロンドンで人気を二分していたリンカン・イン・フィールズ劇場とドルアリー・レーン劇場が観客獲得のために、大道具や衣装に凝った派手なハーレクィネードを競って上演するようになり、本来本編であるバレエに使われていたパントマイムという語がそのままハーレクィネードを指す言葉として使われるようになった。次第にこの歌ありダンスありのドタバタ喜劇であるパントマイムは本編を凌ぐ人気となって独立して演じられるようになり、イギリス独特のひとつの演劇形態として定着していった。
19世紀に入ると、滑稽な中年女性の役を男性が、主役の少年の役をタイツ姿の若い女性が演じるのが一般的になり、ストーリーもイタリア由来の古典からヨーロッパの童話や童謡をもとにしたものに変わっていった。20世紀に入ると、少年役の女性のタイツ姿が次第に減っていき、やがて男性が演じるようになり、ずっと主役の座にあったハーレクインも20世紀半ばには姿を消し、配役もストーリーもより自由になった。パント（マイム）・ダームと呼ばれる中年女性の役は現在も男性のコメディアンが演じることが多い。

## 同様のパントマイムが上演されている国
イギリスのほか、オーストラリア、ニュージーランド、カナダ、ジンバブエ、ジャマイカ、南アフリカ、インド、アイルランド、ジブラルタル、マルタなどで同様のものが演じられている。なお、アメリカでは、パントマイムは日本同様無言劇の意味で使われている。